# 温泉镇 (东海县)
温泉镇是中华人民共和国江苏省连云港市东海县下辖的一个镇。境內有尹灣漢墓。
2013年1月31日，江苏省人民政府批复同意撤销横沟乡、温泉镇，将原横沟乡、温泉镇所辖区域合并，设立新的温泉镇，镇政府驻尹湾集镇昭阳路1号。

## 行政区划
温泉镇下辖以下村级行政区划单位：
羽山村、朱沟村、碱场村、尹湾村、刘湾村、横沟村、横沟村、停埠村、塘坊村、坡林村、东连湾村、西连湾村、存村、甘汪村、西晓庄村、罗庄村、房埠村和石文港村。